# Консільйо-ді-Румо
Консільйо-ді-Румо (італ. Consiglio di Rumo) — колишній муніципалітет в Італії, у регіоні Ломбардія,  провінція Комо. У 2011 році об'єднане з муніципалітетами Граведона і Джермазіно в єдиний муніципалітет Граведона-ед-Уніті.
Консільйо-ді-Румо було розташоване на відстані близько 540 км на північний захід від Рима, 80 км на північ від Мілана, 45 км на північний схід від Комо.
Населення — 1202 особи (2010).
Щорічний фестиваль відбувається 12 березня. Покровитель — San Gregorio Magno.

## Демографія
Населення за роками:
Станом на 31 грудня 2010 року в муніципалітеті офіційно проживало 56 іноземців з 17 країн, серед них 16 громадян країн Євросоюзу та 3 громадяни України.

## Сусідні муніципалітети
- Коліко
- Донго
- Доссо-дель-Ліро
- Гарцено
- Джермазіно
- Граведона
- Ровередо
- Стаццона